# Hermann Withalm
Hermann Vithalm (Gaunersdorf, Niederösterreich, 21 aprile 1912 – Wolkersdorf im Weinviertel, 19 agosto 2003) è stato un politico austriaco.

## Biografia
Dopo aver compiuto gli studi superiori presso i Padri Gesuiti si è laureato in Giurisprudenza nel 1930 all'Università di Vienna, dove ha anche conseguito un Dottorato di ricerca nel 1935.
Ha lavorato nella Capitale e in altre città del Paese come Notaio. 
Dal 1960 al 1970 è stato Segretario Generale del ÖVP e ne è stato Presidente nel biennio 1970-1971. In questa sua ultima veste ha dato un contributo importante all'opera di rinnovamento del Partito promossa da Josef Klaus ed osteggiata dalla sua ala più conservatrice (in particolare da Alfons Gorbach).
È stato Vicesegretario di Stato presso il Ministero delle Finanze dal 1956 al 1959.
È stato Vicecancelliere nel 1968-1970 sotto Josef Klaus.
Nel 1974 si parlò di lui come possibile candidato alla Cancelleria Federale ma l'ipotesi non ebbe seguito.
| Controllo di autorità | VIAF (EN) 88122240 · ISNI (EN) 0000 0001 1075 7312 · LCCN (EN) n87104095 · GND (DE) 118634100 · CONOR.SI (SL) 72893795 |